# Esbjerg Oilfield Services
Esbjerg Oilfield Services også kaldet EOS blev startet af Henning G. Kruse i 1980.
Det var samlingen af platformen på Gorm Feltet der startede firmaet.
Henning Kruse købte værftet Esmadan, der havde økonomiske problemer, og EOS kunne nu selv bygge de konstruktioner der var behov for i Nordsøen.
EOS var medvirkende til at gøre Esbjerg til landets førende offshore-by.
Pr. 1. september 2006 er EOS solgt til Semco Maritime.

## Ekstern henvisning
- Mærsk giver kæmpe-ordre til Esbjerg Oilfield Services Arkiveret 9. maj 2022 hos  Wayback Machine
- Esbjerg Oilfield Services solgt til Semco Maritime Arkiveret 13. marts 2021 hos  Wayback Machine
- 1.450 job er sikret i Esbjerg Arkiveret 9. maj 2022 hos  Wayback Machine